# Цвейба Сандро Ахрикович
Сандро Ахрикович Цвейба (нар. 5 вересня 1993, Київ, Україна) — російський футболіст, захисник шведського клубу «Ескільстуна».

## Клубна кар'єра
Син футболіста Ахріка Цвейби, який виступав за збірні СРСР, СНД, України та Росії. Сандро розпочав займатися футболом у дитячій школі московського «Динамо», потім рік провів у «Спартаку». З 2000 по 2013 рік виступав за юнацькі та молодіжні команди «Локомотива».
У 2013 році уклав контракт з петербурзькою «Руссю», яка виступала у Другому дивізіоні. 15 липня Цвейба дебютував за свій новий клуб у поєдинку з костромським «Спартаком». В середині сезону «Русь» знялася з чемпіонату, а Цвейба став вільним агентом. На початку 2014 року приєднався до хабаровської «СКА-Енергії», за яку 16 березня провів свою першу гру в ФНЛ. Влітку 2014 року уклав угоду з «Уйпештом». В угорському клубі, незважаючи на те, що 22 рази потрапляв в заявку на матчі чемпіонату, лише в двох з них з'явився на полі.
4 вересня 2015 року Сандро підписав контракт з хорватським «Осієком». За першу частину сезону 2015/16 років взяв участь лише в одній грі чемпіонату та двох матчах кубка Хорватії. 24 лютого 2016 року став гравцем казахстанського «Актобе». 3 квітня дебютував у новому клубі в поєдинку проти «Астани». 2 червня 2016року відзначився першим забитим м'ячем, відкривши рахунок в матчі з «Жетису».
17 лютого 2017 року підписав контракт з самарськими «Крилами Рад» з російської Прем'єр-ліги. Проте виступав лише за молодіжну команду клубу. 24 червня 2017 року перейшов до петербурзького «Динамо».
19 липня 2019 року підписав контракт до завершення 2019 року зі шведським клубом «Ескільстуна».

## Кар'єра в збірній
Виступав за юнацьку та молодіжну збірні Росії.
Влітку 2014 року в складі збірної Абхазії брав участь в ConIFA World Football Cup 2014.